# Jagna Rolska
Jagna Rolska (ur. 1976) – autorka powieści obyczajowo-historycznych i fantastycznych. Ukończyła Wyższą Szkołę Ekonomiczną w Warszawie. Od lat związana z portalem Fahrenheit, gdzie pełni funkcję zastępczyni redaktora naczelnego.

## Twórczość

### Powieści

#### CyklCzas Niepokoju
- Synowie wojny, wyd. Prószyński i S-ka, 2023[3]
- Dzieci fortuny, wyd. Prószyński i S-ka, 2022[4]
- Córki stolicy, wyd. Prószyński i S-ka, 2021[5]

#### CyklKaprys Milionera
w duecie z Izabellą Frączyk
- Powrót Milionera, Prószyński i S-ka, 2021[6]
- Upadek Milionera, Prószyński i S-ka, 2021[7]
- Kaprys Milionera, Prószyński i S-ka, 2020[8]

#### CyklTestament życia
- Odcienie życia, wyd. Lucky, 2020[9]
- Testament życia, wyd. Lucky, 2019[10]

#### Inne
- Sekretny składnik, z Izabellą Frączyk, wyd. Bookend, 2023[11]
- TakeIT, wyd. Mięta, 2023[12]
- SeeIT, wyd. Mięta, 2022 [wydanie II][13]
- Tajemnice ogrodu Foksal, wyd. Lipstick Books, 2021[14]
- SeeIT, Wyd. Dolnośląskie, 2019[15]

### Opowiadania
- Amihan, antologia Kiedy budzą się motyle, wyd. Zwierciadło, 2022[2]
- Szpetucha, antologia Nawia. Szamanki, szeptuchy, demony, wyd. Uroboros 2021
- Jedwab hrabiny, antologia Gorące sekrety, wyd. Lipstick Books, 2021
- Odwołany lot, antologia Gorąca gwiazdka, wyd. Lipstick Books, 2020
- Amber, antologia Cyberpunk Girls, wyd. Uroboros, 2020
- Spandau, antologia Cyberpunk Girls, wyd. Uroboros, 2020
- Na początku był człowiek, „Science Fiction, Fantasy & Horror” 75 (1/2012)